# Lion Schweers
Lion Schweers (* 1. April 1996 in Dortmund) ist ein deutscher Fußballspieler, der bei Borussia Mönchengladbach II unter Vertrag steht.

## Werdegang
Schweers begann in der Jugend des TSC Eintracht Dortmund, bevor er sich der Jugend von Preußen Münster anschloss. In der Saison 2014/15 spielte er mit der U-19 des Vereins 24 Spiele in der A-Junioren Bundesliga West. 2015 erhielt er seinen ersten Profivertrag. In seiner ersten Saison 2015/16 bestritt er 11 Spiele für die zweite Mannschaft in der Westfalenliga und insgesamt 15 Spiele in der 3. Liga für die erste Mannschaft. Sein Profipflichtspieldebüt gab er am 23. Spieltag im Januar 2016 gegen den FC Rot-Weiß Erfurt. Es war zugleich sein Startelf-Debüt.
Nach Abschluss der Drittligasaison 2018/19 verließ der Verteidiger die Münsteraner nach fünf Jahren und 96 Drittligapartien, um sich dem Ligarivalen Würzburger Kickers anzuschließen, wo er einen Vertrag bis zum 30. Juni 2021 unterschrieb. In Würzburg kam der Verteidiger auf fünf Drittliga- sowie zwei Landespokalpartien und wurde innerhalb der Wintertransferperiode bis Saisonende an den Südwestregionalligisten SV Elversberg verliehen. Am 19. Dezember 2020 debütierte er dann für die Kickers in der 2. Bundesliga gegen den SV Darmstadt 98.
Zur Saison 2021/22 wechselte Schweers zum Wuppertaler SV in die Regionalliga West. Nach fast 100 Pflichtspielen ging der mittlerweile auch zum Kapitän aufgestiegene Innenverteidiger im Sommer 2024 weiter zum Ligarivalen Borussia Mönchengladbach II.